# Gertrudis Peñuela
Gertrudis Peñuela Eslava (Soatá, Boyacá, 17 de noviembre de 1904-Ciudad de México, 15 de mayo de 2004) fue una poetisa, periodista, escritora y diplomática colombiana. Utilizó, Laura Victoria, como su seudónimo literario.

## Biografía y carrera
Gertrudis Peñuela Eslava nació el 17 de noviembre de 1904 en Soatá, Boyacá, Colombia, siendo hija del abogado Simón Peñuela Quintero, y de Helena Eslava Caballero.
Escribió su primer poema a los 14 años. Se graduó como maestra en La Presentación de Tunja. Sus poemas caracterizados por un vigoroso toque erótico y sentimental, causaron polémica al tiempo que sus libros se agotaban. En 1937, ganó los Juegos Florales, concurso de poesía, en Bogotá. Ofreció recitales en Venezuela, Centroamérica, México y Estados Unidos.
Residió desde 1939 por varios años en Ciudad de México, donde formó un hogar y se desempeñó como canciller de la embajada de Colombia en México. También fue agregada cultural de la embajada en Roma. También residió en España. Su viaje por Tierra Santa incluyó bastante en sus últimos años. A su regreso a Colombia escribió poemas de acento místico. 
Entre sus libros se destacan Llamas azules (1933), Cráter sellado (1938), Cuando florece el llanto (1960), Viaje a Jerusalén (1985) y Crepúsculo (1989). En 1995 terminó Actualidad de las profecías bíblicas.
Su hija es la actriz colombiana Alicia Caro.

### Muerte
El 15 de mayo de 2004, Eslava falleció en Ciudad de México a los 99 años de edad.